# Juan David Ríos
Juan David Ríos (Supía, Caldas, Colombia; 7 de octubre de 1991) es un futbolista colombiano que juega de centrocampista en el Deportivo Pereira de la Categoría Primera A, del que es su segundo capitán.  

## Estadísticas
- Actualizado el 17 de diciembre de 2023

| Club                | País                | Año                 | Part | Goles | Asist |
| ------------------- | ------------------- | ------------------- | ---- | ----- | ----- |
| Deportivo Pereira   | Colombia            | 2010                | 12   | 0     | 0     |
| Sucre F. C.         | Colombia            | 2011                | 35   | 1     | 0     |
| Deportivo Pereira   | Colombia            | 2012 - 2015         | 134  | 14    | 0     |
| Alianza Petrolera   | Colombia            | 2016 - 2019         | 148  | 1     | 0     |
| Deportes Tolima     | Colombia            | 2020-2023           | 151  | 2     | 6     |
| Total en su carrera | Total en su carrera | Total en su carrera | 480  | 18    | 6     |

## Palmarés

### Torneos nacionales
| Título                | Club            | País     | Torneo         |
| --------------------- | --------------- | -------- | -------------- |
| Categoría Primera A   | Deportes Tolima | Colombia | Apertura 2021  |
| Superliga de Colombia | Deportes Tolima | Colombia | Superliga 2022 |